# Hookeria aubertii
Hookeria aubertii là một loài Rêu trong họ Hookeriaceae. Loài này được (P. Beauv.) Müll. Hal. mô tả khoa học đầu tiên năm 1851.